# John Harkes
John Harkes   (Kearny, 8 de març de 1967) és un exfutbolista estatunidenc de la dècada de 1990.
Fou 90 cops internacional amb els Estats Units, amb el qual jugà els Mundials de 1990 i 1994.
Destacà a diversos clubs anglesos com Sheffield Wednesday FC, Derby County FC o West Ham United FC.
Trajectòria com a entrenador:
- 2006-2007: New York Red Bulls (assistent)

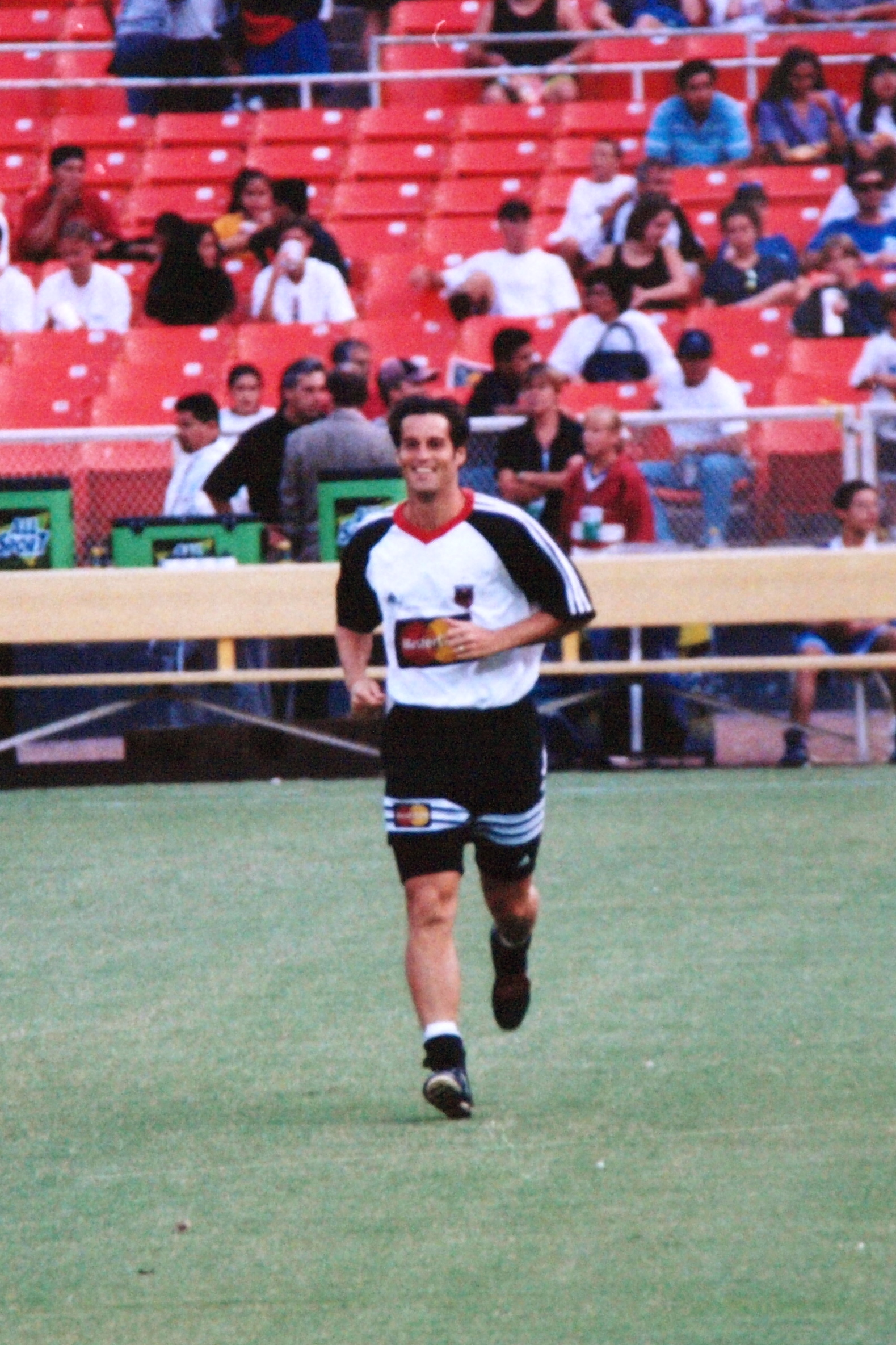
Harkes a D.C. United el 1997.

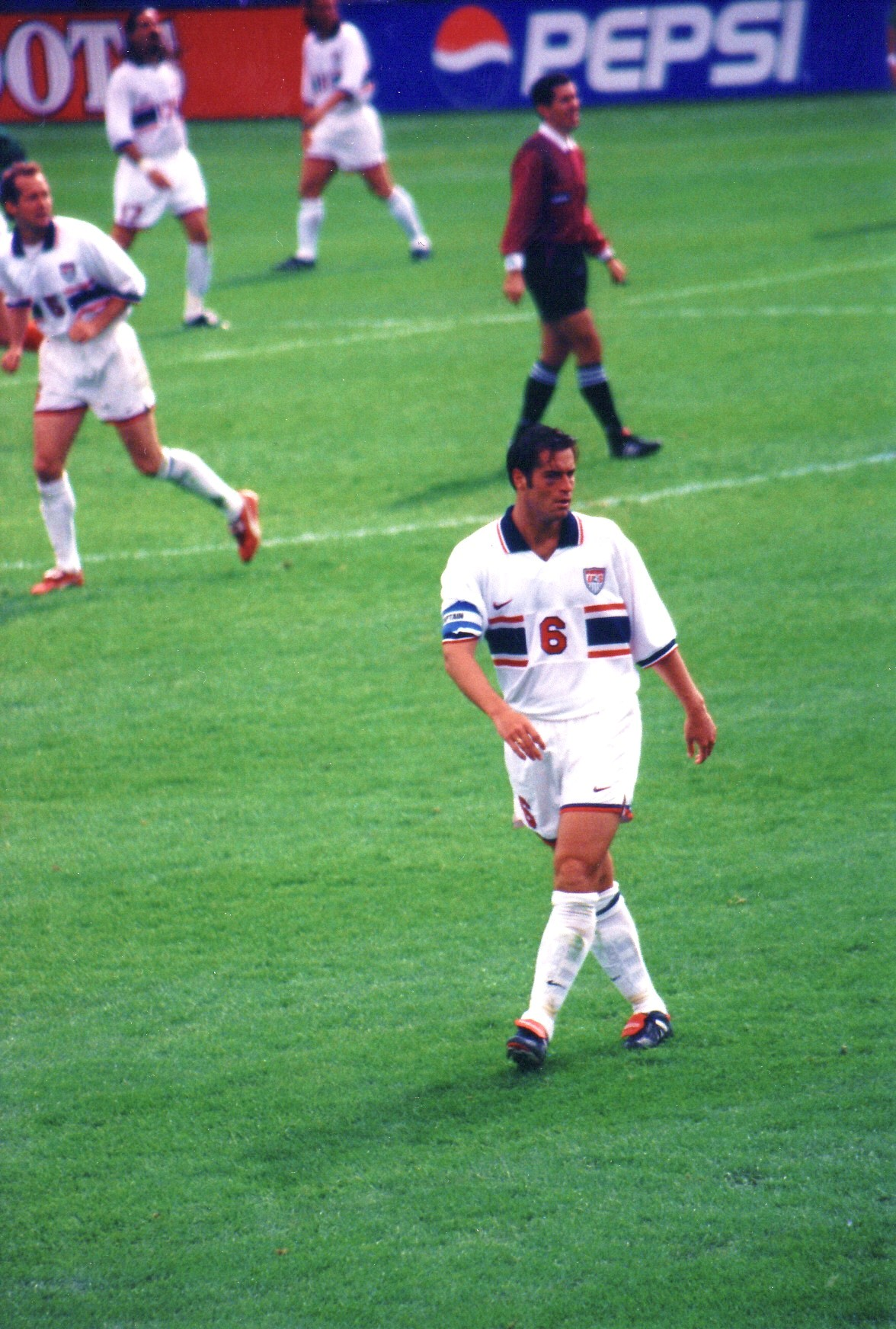
Harkes amb els Estats Units el 1997.

- 2016-2017: FC Cincinnati
- 2018-: Greenville Triumph[3]